# Liste von Erdbeben in Österreich
In dieser Liste von Erdbeben in Österreich werden starke Erdbeben aufgeführt, die sich auf dem Gebiet des heutigen Österreich ereignet haben. In die Liste aufgenommen werden Erdbeben ab einer Magnitude 4,0 oder der Intensität VI. Ein weiterer Aufnahmegrund ist ein besonderes damit verbundenes Ereignis oder überregionales Interesse.

## Überblick
Österreich selbst liegt im Westen der Eurasischen Kontinentalplatte, die auch als Europäische Platte bezeichnet wird. In Österreich gibt es jährlich etwa 1200 registrierte Erschütterungen, wobei mehr als die Hälfte von Sprengungen stammen.  
Etwa 30 bis 60 Beben werden von der Bevölkerung wahrgenommen. Erdbeben mit Gebäudeschäden treten in sehr unregelmäßiger Folge auf. Im statistischen Mittel ereignet sich alle drei Jahre ein Erdbeben mit leichten Gebäudeschäden, alle 15 bis 30 Jahren mit mittleren Gebäudeschäden und alle 75 bis 100 Jahre ein Erdbeben, welches auch vereinzelt zu schweren Gebäudeschäden führen kann. Leichtere Beben, die nur mit Messgeräten wahrgenommen werden können, ereignen sich in Österreich mehrmals wöchentlich, sie werden von der Zentralanstalt für Meteorologie und Geodynamik publiziert.
Die meisten Erdbeben ereignen sich im Wiener Becken, Mürztal und dem Inntal. Der südliche Teil von Kärnten ist durch die Erschütterungen von Erdbeben betroffen, deren Epizentrum in Italien und Slowenien liegt.

## Liste
Legende:
T = Tiefe des Erdbebenherdes in km
M = Magnitude nach Richter
I = Intensität nach EMS-98
Q = Quelle der Informationen
| Datum (UTC)   | Zeit (UTC) | Zeit MEZ / MESZ | Epizentrum                    | Beschreibung | Tiefe | Magnitude | Intensität | Quelle                             |
| ------------- | ---------- | --------------- | ----------------------------- | --- | ----- | --------- | ---------- | ---------------------------------- |
| 4. Mai 1201   | 10 Uhr     | 11 Uhr          | Katschberg / Ktn.             | Beim frühesten bekannten Erdbeben in Österreich sollen einige Menschen umgekommen und einige Kirchen, Burgen und Häuser zerstört worden sein. | 8     | 6,1       | 9          | [ 1 ] [ 3 ] [ 4 ]                  |
| 8. Mai 1267   | 02 Uhr     | 03 Uhr          | Kindberg / Stmk.              | Über das Beben ist wenig bekannt. Eine zeitgenössische Quelle berichtet vom Einsturz einer Burg in Kindberg. | 8     | 5,4       | 8          | [ 1 ] [ 3 ]                        |
| 25. Jän. 1348 | 16 Uhr     | 17 Uhr          | Friaul / Italien              | Auch bekannt als „Das große Villacher Beben von 1348“. Das Erdbeben von Friaul 1348 führte auch zu einem Bergsturz am Dobratsch und zerstörte in Kärnten mindestens elf Burgen (namentlich genannt sind die Ortenburg und Kellerberg). Wiederholt wird eine Opferzahl von 5.000 genannt, worin aber auch die Pesttoten desselben Jahres enthalten sind.                                                                                         | 8     | 6,8       | 10         | [ 1 ] [ 3 ] [ 5 ]                  |
| 1. Nov. 1571  | -          | -               | Innsbruck / Tirol             | Ein in der Vergangenheit irrtümlich angenommenes Erdbeben. | -     | -         | -          | [ 3 ]                              |
| 4. Jän. 1572  | 18:45      | 19:45           | Innsbruck / Tirol             | Laut einer Chronik von Schwaz soll es in Innsbruck und Hall zu großen Schäden gekommen sein. | 6     | 4,2       | 6–7        | [ 3 ]                              |
| 15. Sep. 1590 | 17 Uhr     | 18 Uhr          | Riederberg / NÖ               | Auch bekannt als „Neulengbacher Beben“. Die bisher stärksten Auswirkungen auf Wien, mehrere Todesopfer. In Studien thematisiert zur Volksabstimmung 1978 über das nahe Kernkraftwerk Zwentendorf, heute ein europäisches Beispiel für Standortsicherheitsfragen. | 6     | 5,2       | 8          | [ 1 ] [ 3 ] [ 6 ] [ 7 ]            |
| 15. Sep. 1590 | 23:50      | 00:50           | Riederberg / NÖ               | Vergleiche Beben von 18 h Ortszeit. Stärkstes Beben jemals in Österreich, 9 Tote bei Einsturz eines Hauses in der Rothenturmstraße, Turm der Michaelerkirche in Wien stürzte ein (später neu aufgebaut), 26 Häuser in Wien wurden stark beschädigt, viele Kamine stürzten ein. | 6     | 5,75      | 9          | [ 1 ] [ 3 ] [ 8 ]                  |
| 27. Aug. 1668 | -          | -               | Wr. Neustadt / NÖ             | Ein in der Vergangenheit irrtümlich angenommenes Erdbeben. | -     | -         | -          | [ 3 ]                              |
| 17. Juli 1670 | 01:15      | 02:15           | Hall / Tirol                  | Das Erdbeben im Inntal 1670 forderte mehrere Todesopfer. Einsturz des Kirchturms, schwere Schäden. Zahlreiche Obdachlose, die in Klöstern und Herbergen unterkamen. Viele Nachbeben bis ins Jahr 1671. | 6     | 5,2       | 8          | [ 1 ] [ 3 ]                        |
| 22. Dez. 1689 | 01 Uhr     | 02 Uhr          | Innsbruck / Tirol             | In einstürzenden Wirtshäusern dürften mehrere Menschen ums Leben gekommen sein. Schwere Schäden in Innsbruck und anderen Orten. Nachbeben über mehrere Monate hinweg. | 6     | 4,8       | 7–8        | [ 3 ]                              |
| 4. Dez. 1690  | 14:45      | 15:45           | Friaul ? / Italien            | Bei dieser auch als „Villacher Beben“ bekannten Katastrophe wurden Gebäude in zahlreichen Kärntner Orten beschädigt. In Gmünd erinnert die Dreifaltigkeitssäule an das Beben. | 8     | 6,1       | 9          | [ 1 ] [ 3 ]                        |
| 10. Apr. 1712 | -          | -               | Wr. Neustadt / NÖ             | Über dieses Beben liegen nur wenige Informationen vor. Es soll sich gegen Mittag ereignet und in der Stadt Schaden angerichtet haben. | 7     | 4,0       | 6          | [ 1 ] [ 3 ]                        |
| 5. Aug. 1766  | -          | -               | St. Margarethen / Bgld.       | | 6     | 4,6       | 7          | [ 1 ] [ 3 ]                        |
| 16. Aug. 1766 | -          | -               | St. Margarethen / Bgld.       | | 6     | 4,6       | 7          | [ 3 ]                              |
| 21. Nov. 1767 | -          | -               | Straßburg / Ktn.              | Mehrere Gebäude wurden beschädigt, darunter auch die Pfarrkirche Lieding. Der Nordostflügel des Bischofssitzes Straßburg wurde durch die Schäden unbewohnbar. | 8     | 4,8       | 7          | [ 1 ] [ 3 ]                        |
| 27. Feb. 1768 | 01:45      | 02:45           | Wr. Neustadt / NÖ             | Für die damalige Zeit einmalige Schadensbeschreibung unter dem Hofmathematiker Joseph Anton Nagel. | 9     | 5,0       | 7          | [ 1 ] [ 3 ] [ 9 ]                  |
| 6. Feb. 1794  | 12:18      | 13:18           | Leoben / Stmk.                | Gute Dokumentation der Schäden durch eine „Augenscheins-Commission“. | 8     | 4,7       | 7          | [ 1 ] [ 3 ] [ 10 ]                 |
| 18. Juli 1810 | -          | -               | Admont / Stmk.                | Mehrere Gebäude wurden beschädigt. | 6     | 4,5       | 6          | [ 1 ] [ 3 ]                        |
| 17. Juli 1820 | 06:30      | 07:30           | Schwaz / Tirol                | Zahlreiche Schäden im Ort, Felsstürze wurden ausgelöst. | 6     | 4,5       | 7          | [ 1 ] [ 3 ]                        |
| 14. März 1837 | 15:40      | 16:40           | Mürzzuschlag / Stmk.          | In Mürzzuschlag und einigen anderen Orten wurden Häuser durch Mauerrisse beschädigt. Felsstürze am Semmering. Mehrere Nachbeben. | 8     | 4,7       | 7          | [ 1 ] [ 3 ]                        |
| 13. Juli 1841 | 12:30      | 13:30           | Wr. Neustadt / NÖ             | Einige Kamine stürzten ein, an Gebäuden entstanden Mauerrisse. | 7     | 4,0       | 6          | [ 1 ] [ 3 ]                        |
| 25. Dez. 1857 | 01:30      | 02:30           | Rosegg / Ktn.                 | Zahlreiche Schäden an Gebäuden, Kamine stürzten ab. | 7     | 4,6       | 7          | [ 1 ] [ 3 ]                        |
| 17. Juli 1876 | 12:17      | 13:17           | Scheibbs / NÖ                 | Viele Rauchfänge fielen zu Boden, einige größere und zahlreiche kleinere Schäden an Gebäuden. | 8     | 4,4       | 6–7        | [ 1 ] [ 3 ]                        |
| 30. Apr. 1885 | 23:15      | 00:15           | Kindberg / Stmk.              | Alle Häuser im Ort wurden beschädigt, Kamine und auch einzelne Gewölbe stürzten ein. Auch in umliegenden Ortschaften kam es zu Schäden. Peter Rosegger verfasste einen Bericht und ein Gedicht über das Beben. | 8     | 5,0       | 7          | [ 3 ]                              |
| 28. Nov. 1886 | 22:30      | 23:30           | Nassereith / Tirol            | In Nassereith Schäden an fast jedem Haus, Kamine stürzten ein. | 8     | 5,1       | 7–8        | [ 1 ] [ 3 ]                        |
| 12. Apr. 1888 | 05:10      | 06:10           | Siegendorf / Bgld.            | Das stärkste bekannte Erdbeben auf dem Gebiet des heutigen Burgenlands verursachte Mauerrisse und den Einsturz mehrerer Kamine. Abends ereignete sich ein Nachbeben, das nur wenig schwächer als das Hauptbeben war. | 6     | 4,6       | 7          | [ 1 ] [ 3 ] [ 11 ]                 |
| 13. Juli 1910 | 08:32      | 09:32           | Nassereith / Tirol            | Das Beben verursachte Schäden an Gebäuden in verschiedenen Orten der Region und löste Felsstürze und Steinlawinen aus. | 8     | 4,8       | 7          | [ 1 ] [ 3 ]                        |
| 1. Mai 1916   | 10:24      | 12:24           | Judenburg / Stmk.             | In Judenburg stürzten Giebel, Feuermauern und Kamine ein, die meisten Häuser wiesen Sprünge im Mauerwerk auf. Schäden auch in umliegenden Ortschaften. | 7     | 4,7       | 7          | [ 1 ] [ 3 ]                        |
| 25. Juli 1927 | 20:35      | 21:35           | Wartberg / Stmk.              | In Wartberg wurden alle Häuser beschädigt, Kamine stürzten ein. Mehrere Nachbeben. | 11    | 5,1       | 7          | [ 1 ] [ 3 ]                        |
| 8. Okt. 1927  | 19:49      | 19:49           | Schwadorf / NÖ                | Das bisher letzte Erdbeben in Österreich mit einer Epizentralintensität von 8 Grad verursachte schwere Gebäudeschäden. | 6     | 5,2       | 8          | [ 1 ] [ 3 ] [ 12 ]                 |
| 7. Okt. 1930  | 23:27      | 00:27           | Namlos / Tirol                | Schäden an Gebäuden. Zahlreiche, anfangs tägliche Nachbeben bis zur Jahresmitte 1931. | 9     | 5,3       | 7–8        | [ 1 ] [ 3 ]                        |
| 3. Okt. 1936  | 15:48      | 16:48           | Obdach / Stmk.                | Drei Personen wurden verletzt. Schäden an Gebäuden in Obdach, Bad St. Leonhard, Reichenfels, Wolfsberg, Judenburg und anderen Orten. Felsstürze wurden ausgelöst. Mehrere starke Nachbeben. | 8     | 5,0       | 7          | [ 1 ] [ 3 ]                        |
| 8. Nov. 1938  | 03:12      | 04:12           | Ebreichsdorf / NÖ             | Mauerrisse an vielen Gebäuden in Ebreichsdorf und Umgebung. Im Wiener Gemeindebezirk Favoriten kam es zum Einsturz von Fabriksschornsteinen. | 10    | 5,0       | 7          | [ 1 ] [ 3 ]                        |
| 18. Sep. 1939 | 00:14      | 01:14           | Puchberg / NÖ                 | Das Beben verursachte in Losenheim in der Gemeinde Puchberg einen Felssturz, der ein Haus zertrümmerte und die beiden Bewohner unter sich begrub. | 10    | 5,0       | 7          | [ 3 ]                              |
| 29. Jän. 1967 | 00:12      | 01:12           | Breitenau (Molln) / OÖ        | Hunderte Häuser im Ort wiesen Sprünge und Mauerrisse auf und einige Kamine stürzten ein, Schäden auch in anderen Orten. Ein kleiner Felssturz verengte den Lauf der Krummen Steyrling. Es war das bis dahin stärkste bekannte Beben in Oberösterreich. | 6     | 4,6       | 6–7        | [ 13 ] [ 14 ]                      |
| 16. Apr. 1972 | 10:10      | 11:10           | Seebenstein, Pitten / NÖ      | 800 Feuerwehreinsätze in Wien. Beträchtlicher Sachschaden an der Pfarrkirche Seebenstein. In Guntrams und Schwarzau stürzten zwei ältere Gebäude ein. Zahlreiche Kamine und Gesimse in der Region stürzten ein, die parkende Autos beschädigten und bei Wiener Neustadt eine Bundesstraße blockierten. Im Dom von Wiener Neustadt fielen während eines Gottesdienstes Mauerteile herab (keine Verletzten). An einigen Orten fiel der Strom aus. | 10    | 5,3       | 7–8        | [ 1 ] [ 3 ] [ 12 ] [ 15 ]          |
| 6. Mai 1976   | 20:00      | 21:00           | Friaul / Italien              | Das Erdbeben im Friaul 1976 war in ganz Österreich zu spüren und führte in einem großen Bereich Kärntens zu Gebäudeschäden. | 6     | 6,5       | 10         | [ 1 ] [ 3 ]                        |
| 14. Apr. 1983 | 14:52      | 16:52           | Weichselboden / Stmk.         | Gebäudeschäden | ?     | 5,0       | 6–7        | [ 3 ]                              |
| 15. Apr. 1984 | 10:57      | 12:57           | Schottwien / NÖ               | Im Mai folgten in der Region zwei Beben der Intensitäten 5 und 6. | 7     | 4,9       | 6–7        | [ 16 ]                             |
| 2. Mai 1991   | 10:15      | 12:15           | Ebenfurth / NÖ                | | 11    | 4,2       | 5–6        | [ 17 ] [ 16 ]                      |
| 11. Juli 2000 | 02:49      | 04:49           | Ebreichsdorf / NÖ             | Verputzrisse an vielen Häusern. | 13    | 4,8       | 6          | [ 12 ] [ 16 ] [ 18 ]               |
| 21. Juli 2003 | 13:15      | 15:15           | Murau / Stmk.                 | Leichte Schäden an Gebäuden. | 14    | 4,4       | 6          | [ 19 ]                             |
| 19. Mai 2007  | 16:19      | 18:19           | 7 km NO von Landeck / Tirol   | Einige leichte Schäden an Gebäuden | 12    | 4,2       | 5–6        | [ 20 ]                             |
| 7. Mai 2009   | 21:27      | 23:27           | Mürzzuschlag / Stmk.          | Mehr als 50 gemeldete leichte bis mäßige Gebäudeschäden. | 10    | 4,3       | 6          | [ 21 ]                             |
| 2. Feb. 2013  | 13:35      | 14:35           | Bad Eisenkappel / Ktn.        | Mauerrisse und eine beschädigte Wasserleitung. | 11    | 4,4       | 6          | [ 22 ]                             |
| 20. Sep. 2013 | 02:06      | 04:06           | Ebreichsdorf / NÖ             | Leichte Schäden an Gebäuden. | 13    | 4,3       | 5–6        | [ 23 ] [ 22 ]                      |
| 2. Okt. 2013  | 17:17      | 19:17           | Ebreichsdorf / NÖ             | Leichte Schäden an Gebäuden. | 12    | 4,2       | 5,5        | [ 22 ]                             |
| 17. Apr. 2014 | 14:59      | 16:59           | 16 km S von Mürzsteg / Stmk.  | Leichte Schäden an Gebäuden. | 15    | 4,1       | 5          | [ 24 ]                             |
| 25. Apr. 2016 | 10:28      | 12:28           | 3 km N von Alland / NÖ        | Leichte Schäden an Gebäuden. | 15    | 4,1       | 5          | [ 25 ]                             |
| 22. Okt. 2019 | 23:35      | 1:35            | 5 km SO von Kufstein / Tirol  | Viele Menschen wurden aus dem Schlaf gerissen. Vereinzelt Berichte über leichte Gebäudeschäden (Haarrisse im Verputz). | 12    | 4,0       | 5          | [ 26 ] [ 27 ] [ 28 ] [ 29 ]        |
| 8. Aug. 2020  | 19:44      | 21:44           | 7 km NO von Landeck / Tirol   | Vereinzelte Berichte von Rissen im Verputz. Fünf Stunden später ereignete sich ein Nachbeben mit Magnitude 3,5 ml. | 10    | 4,1       | 5          | [ 30 ] [ 31 ] [ 32 ] [ 33 ]        |
| 20. Jän. 2021 | 7:30       | 8:30            | 8 km WNW von Admont / Stmk.   | Leichte Schäden an mehreren Gebäuden. Fenster und Deckenmalereien des Pfarrhofes der Wallfahrtskirche Frauenberg wurden beschädigt. | 6     | 4,5       | 6          | [ 34 ] [ 35 ] [ 36 ] [ 37 ]        |
| 30. Mrz. 2021 | 16:25      | 18:25           | 4 km ONO von Neunkirchen / NÖ | Einige leichte Schäden an Gebäuden. | 9     | 4,6       | 6          | [ 38 ] [ 39 ]                      |
| 19. Apr. 2021 | 22:57      | 00:57           | 4 km NO von Neunkirchen / NÖ  | Leichte Schäden an Gebäuden. Zahlreiche Nachbeben. | 6     | 4,4       | 6          | [ 40 ] [ 41 ]                      |
| 16. Aug. 2021 | 21:15      | 23:15           | 13 km S von Wörgl / Tirol     | Vereinzelte Berichte von Rissen im Verputz. | 13    | 4,1       | 5          | [ 42 ] [ 43 ]                      |
| 30. Mrz. 2023 | 20:26      | 22:26           | 1 km ONO von Gloggnitz / NÖ   | Einige leichte Schäden an Gebäuden. | 5     | 4,2       | 5–6        | [ 44 ] [ 45 ] [ 46 ] [ 47 ] [ 48 ] |
| 1. Feb. 2024  | 01:59      | 02:59           | 8 km WSW von Gloggnitz / NÖ   | Mehr als 100 Meldungen leichter Schäden. | 5     | 4,5       | 6          | [ 49 ] [ 50 ] [ 51 ] [ 52 ] [ 53 ] |